# Mikael Grahn (artist)
Jan Olof Mikael "Micke" Grahn, född 12 november 1967 i Huddinge församling i Stockholms län, är en svensk artist och showartist. För en stor del av allmänheten är han mest känd som rektorn i TV-programmet Fame Factory.
Grahn vann Folkparkernas talangjakt med Anthem 1986 och arbetade sedan på Wallmans salonger i Stockholm, Malmö och Köpenhamn. Han har spelat revy med Peter Flack i Örebro "Cirkus Hjalmar" som TV-sändes, gjort rollen som "Clopin" i Disneys Ringaren i Notre Dame, varit ansvarig för Sunwing Hotels showkoncept. Han har medverkat i olika musikaler som Abba the True Story (där han hade huvudrollen), medverkat i bl.a. musikalerna Sol vind och vatten och i Fame. Han har ett förflutet som sångare i ett flertal band – både original och covers och därtill olika evenemang som konserter, föreläsningar och artistcoaching. Han var med i Stefan och Krister-farsen Bröstsim och Gubbsjuka från 1999.
Grahn var publikuppvärmare vid alla delfinalerna i Melodifestivalen år 2004 och år 2006. Han har medverkat i ett stort antal shower och konserter, två nämnvärda är Duvemåla-konsert tillsammans med Helen Sjöholm och Anders Ekborg, samt hyllningsshow till Björn & Benny – "Thank you for the music" – 2001 i Falkenberg.
Han sjunger också med storbandet Ambassadeur som har uppträtt på Nalen i Stockholm samt på Nobelfesten.
2008- 2011 producerade Grahn showerna på Wallmans Salonger Stockholm. Mikael Grahn är också medlem i gruppen "Gentlemen" som i oktober 2009 släppte sitt debutalbum "Awaken me"  samt singeln "When we danced". Gruppen består även av sångarna Stefan Nykvist och Fredrik Willstrand. Skivan är producerad av Emanuel Olsson och inspelad på Cosmos studios (gamla EMI). Under hösten 2009 och våren 2010 åkte Gentlemen runt och gjorde promotion, signeringar och TV-jobb. Skivan kommer även att släppas i Finland under 2010.
2012 invigde Gentlemen FRIENDS arena inför den första matchen - spelad mellan Sverige och England. Gentlemen framförde Phil Collins "In the air tonight" samt "Viva la vida" med stor kör och fanbärare. Under 2011/2012 samt 2012/2013 medverkade Grahn i föreställningen "Vrickade Varieten" på Experium i Sälen. Han spelade "varietédirektör". Skådespeleri och sång tillsammans med cirkus-artister. Våren 2013 var Grahn en av de tolv sångare som medverkade på det nyskrivna verket "We write the story", komponerat av Björn Ulvaeus och Benny Andersson samt Avicii.
Under våren 2014 återvände Mikael till föreställningen "Vrickade Varieten" i Sälen.  Hösten 2014 gjorde han comeback med orkestern "Ambassadeur" som underhöll på 2014 års Nobelfest. SVT sände ett reportage från repetitionerna medan Grahn och sångerskan Malena Laszlo deltog i Nobelstudion.
Året avslutades internationellt med samma orkester på Grand Vinterträdgårdens scen.
Under 2015 och 2016 jobbade Micke vidare med "Gentlemen", sjöng åter på Nobelfesten och jobbade med Vrickade
Varietén. Bl.a julshower i Lidköping både 2015 och 2016.
2016 gjorde han också ett stort projekt med en hel skola i Danderyd som producent/regissör.
Han gjorde även ett nära samarbete med Scania som innebar ett 30-tal föreställningar för internationella gäster, där Micke sjöng på 25 olika språk.
Under 2017 har han varit en del i Icas 100-årsjubileum, både som artist och konferencier.